# Viacheslav Skok
Viacheslav Aleksandrovich Skok (en russe : Вячеслав Александрович Скок, né le 3 septembre 1946 à Rjev) est un joueur de water-polo soviétique (russe), médaillé olympique en 1968.
- CIO
- Olympedia